# Nyctiophylax excelsus
Nyctiophylax excelsus là một loài Trichoptera hóa thạch trong họ Polycentropodidae.